# Earthworm Jim HD
Earthworm Jim HD est un jeu vidéo de plates-formes développé et édité par Gameloft, sorti en 2010 sur Xbox 360 via le Xbox Live Arcade et sur PlayStation 3 via le PlayStation Network. Il s'agit d'un remake haute définition du jeu vidéo Earthworm Jim sorti initialement en 1994 sur Mega Drive. Le Jeu a été enlevé de Playstation Network et Xbox Live en Février 2018.

## Nouveautés
Cette version améliorée propose des nouveautés comme des graphismes en haute définition, un mode multijoueur et trois nouveaux niveaux

## Accueil
- Jeuxvideo.com : 17/20[1]